# Mohamed Hassar
Pour les articles homonymes, voir Mohamed Saâd Hassar et Hassar.
 (janvier 2014).
Mohamed Hassar (1910-1936) est l'une des figures du nationalisme marocain, il a été aussi un journaliste dans la presse nationale et étrangère.

## Histoire

### Premières années
Mohamed nait à Salé en juillet 1910, dans une grande et ancienne famille salétine, il a reçu son éducation primaire dans la ville et à Rabat.

### Engagement nationaliste
En 1930, le Dahir berbère qui a été publié le 16 mai 1930 et qui instaure une division ethnique entre Arabes et Berbères pour mieux encrer la politique coloniale au Maroc, ce texte a entraîné la première réaction des jeunes nationaliste slouis. Après plusieurs concertations avec ses amis : Ahmed Maâninou, Abdellatif Sbihi, Saïd et Abdelkrim Hajji, Mohamed Chemaou et Abdeslam Aouad. C'est Abdelkrim Hajji, qui eut l'idée d’utiliser le « Latif », comme arme religieuse pour sensibiliser les gens sur le danger que constitue ce Dahir, il a aussitôt fait la tournée des écoles coraniques de Salé pour leur demander la lecture du « Latif ».http://said.hajji.name/fr/book-anneau2.html (L'anneau manquant de l'histoire du mouvement national (Daâwat Alhaq -ministère des Habous et des Affaires Islamiques - No 232 du 23 novembre 1983), http://said.hajji.name/fr/book-istiqlal.html (Hommage du Parti de l'Istiqlal à Abdelkrim Hajji ("Al Alam" - 29 janvier 1990))
À l’initiative du jeune Mohamed Hassar, la commémoration de la première fête du Trône à Salé le 18 novembre 1933 a un grand succès. Elle est organisée par un comité groupant Idriss Jaidi, Mohamed Maâninou, Mohamed Hajji, Mohamed Alaoui, Hadj Mohamed Aouad, Hadj Ahmed Maâninou, Hadj Boubker Aouad et Mohamed Gharbi. C’est une manifestation de loyalisme au Sultan l’associant à la cause nationaliste. Un an après cette fête est officialisé le Dahir du 26 octobre 1934.
Le jour de la fête de « L’Achoura », le 24 avril 1934, une marche de protestation traverse les ruelles de la médina obligeant les gérants de vingt-sept débits de boissons alcoolisées à fermer boutique. Mohamed Hassar et Ahmed Maâninou, meneurs de cette révolte sont condamnés par les autorités du protectorat à deux mois de prison ferme.
En 1934, il participe à la création du Comité d'action marocaine (Lajnat al-Haraka al-Watania), regroupement autour de cellules créées à Fès (Allal El Fassi et Mohamed Hassan El Ouazzani), Rabat (Ahmed Balafrej et Mohamed Lyazidi), Salé (Saïd Hajji, Abdelkrim Hajji, Ahmed Maâninou, Mohamed Hassar, Boubker El Kadiri) et Tétouan (Abdesslam Bennouna, Abdelkhalek Torrès, Mohamed Daoud) des jeunes nationalistes urbains. Le CAM est le premier mouvement national qui constitue le cœur historique regroupant toutes les cellules de jeunes activistes des villes marocaines.

### Disparition
Il meurt brutalement en 1936 ; il n'avait que 26 ans. Une école porte son nom à Salé 

### Sources littéraires
1. 1 2 3  Doukkali, p. 161